# Михайловка (Хайбуллінський район)
Миха́йловка (рос. Михайловка, башк. Михайловка) — село у складі Хайбуллінського району Башкортостану, Росія. Входить до складу Івановської сільської ради.
Населення — 148 осіб (2010; 157 в 2002).
Національний склад:
- росіяни — 71%
- башкири — 29%